# Jezioro Witoszewskie
Jezioro Witoszewskie (niem. Klostock See) – jezioro w Polsce, położone w województwie warmińsko-mazurskim, w powiecie iławskim w gminie Zalewo, na południowym zachodzie od wsi Witoszewo.

## Opis
Jezioro znajduje się na Równinie Iławskiej, na terenie Parku Krajobrazowego Pojezierza Iławskiego. Posiada linię brzegową styczną na długości ok. 200 m do granicy gminy Stary Dzierzgoń.

## Dane morfometryczne
Powierzchnia zwierciadła wody według różnych źródeł wynosi od 80,96 ha, przez 67,5 ha do 68,3 ha.
Średnia głębokość jeziora wynosi 6 m, natomiast głębokość maksymalna 12,2 m.
W oparciu o badania przeprowadzone w 2003 roku wody jeziora zaliczono do II klasy czystości i II klasy podatności na degradację.